# (500362) 2012 TP33
(500362) 2012 TP33 es un asteroide perteneciente al cinturón de asteroides, descubierto el 19 de septiembre de 2001 por el equipo del Lincoln Near-Earth Asteroid Research desde el Laboratorio Lincoln, Socorro, Nuevo México, Estados Unidos.

## Designación y nombre
Designado provisionalmente como 2012 TP33.

## Características orbitales
2012 TP33 está situado a una distancia media del Sol de 3,068 ua, pudiendo alejarse hasta 3,732 ua y acercarse hasta 2,405 ua. Su excentricidad es 0,216 y la inclinación orbital 3,058 grados. Emplea 1963,48 días en completar una órbita alrededor del Sol.
Los próximos acercamientos a la órbita de Júpiter se producirán el 24 de junio de 2043, el 19 de febrero de 2053 y el 8 de octubre de 2102, entre otros.

## Características físicas
La magnitud absoluta de 2012 TP33 es 17.